# Yves Boissier
Yves Boissier (ur. 27 stycznia 1944 w Montélimar) – francuski szpadzista, trzykrotny medalista mistrzostw świata.
Podczas mistrzostw świata w Paryżu w 1965 roku Francuzi w składzie: Yves Boissier, Jacques Brodin, Claude Bourquard, Yves Dreyfus i Jacques Guittet zdobyli drużynowo złoty medal. W tej samej konkurencji zdobył następnie złoty medal na mistrzostwach świata w Moskwie (1966) oraz srebrny na mistrzostwach świata w Montrealu (1967).
Na igrzyskach olimpijskich w Meksyku w 1968 roku zajął czwarte miejsce w zawodach drużynowych. Był to jego jedyny start olimpijski.